# 日產Homy

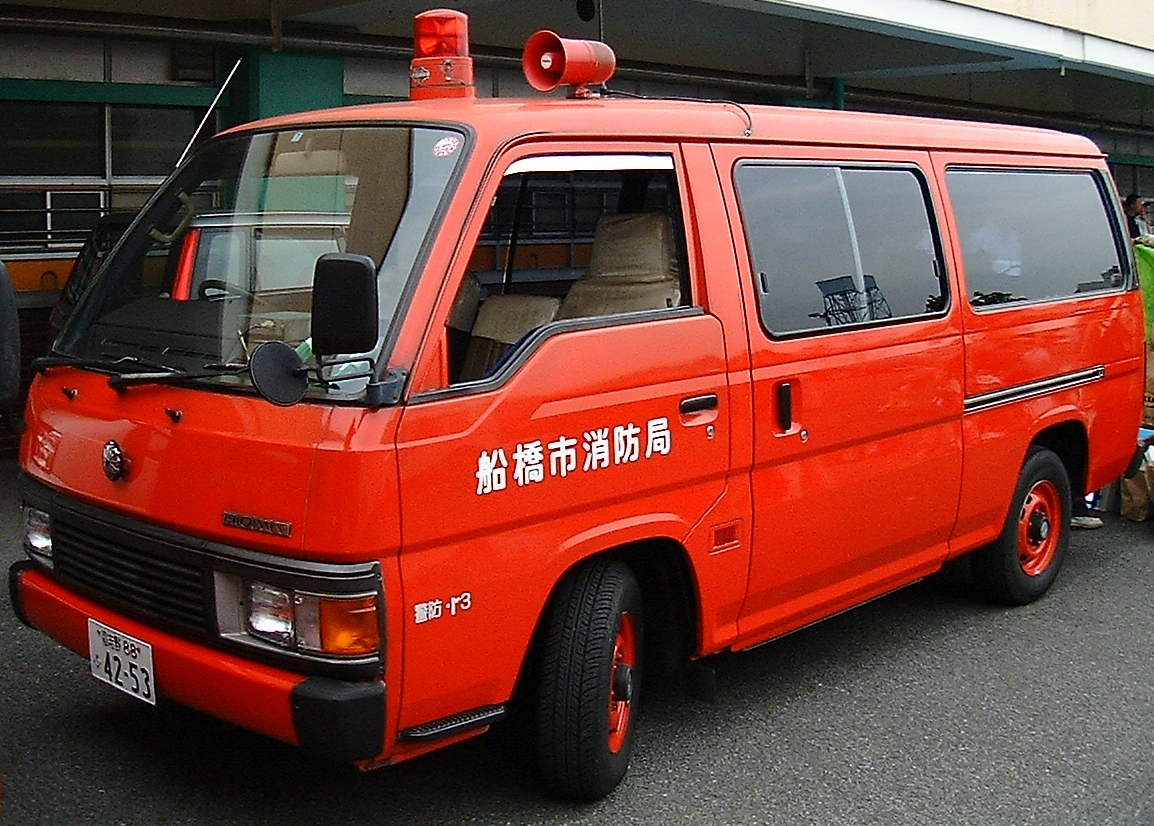
第四代日產Homy

日產Homy是日產在20世紀末期生產的長青車款廂型車，1965年B640・T20型首次定型，日本1970年道路交通法修改廂型車不必使用大型車駕照，日產順勢推出本系列箱型車而獲得成功。
1976年到1980年推出二代E20型，1980年推出三代E23型採用四汽缸OHC Z20引擎並獲得日本消防單位採用。

## 歷史

### 第一代（B640，1965-1976）
第一代Homy是王子汽車推出的「王子Homy」，於1965年推出，屬於廂型車。後來於1966年，王子汽車被日產收購，此車型被改稱作Nissan Homy Prince。

### 第二代（E20，1973-1980）
1973年日產研發出全新的日產Caravan，並同時以Nissan Homy的名義發售。此一代廂型車是搭配了1.5升和2.0升的汽油引擎，或2.2升的柴油引擎。

### 第三代（E23，1980-1986）
1980年推出第三代，外觀方面在第二代的基礎上作出不少修訂，引擎採用了直列四缸引擎，容積則介乎1.6升至2.3升左右。大多數第三代廂型車是手動變速，但豪華客車版本則特意配備自動變速系統。

### 第四代（E24，1987-1999）
第四代在外觀上與前代比較，來了極大不同，其中車頭燈是改用了方形設計，引擎容積則介乎2.3升至3.2升左右。
1990年在車頭上又來了修訂，其中車頭燈改為長方形。
1999年6月開始已停止生產所有車系，不過相同規格的第四代Caravan（E25，2001-2011）以及第五代NV350 Caravan（E26，2012-）車種依然繼續生產至今。